# جون الكويت

خليج الكويت وتظهر مدينة الكويت إلى الجنوب منه

جون الكويت أو خليج الكويت نسبة إلى مدينة الكويت المطلة عليه، وهو قطعة ضحلة من المياه داخل اليابسة يقع في وسط الشريط الساحلي لدولة الكويت، يحده من الشمال الصبية، ومن الجنوب مدينة الكويت، ومن الغرب خليج كاظمة.
ويجاور الجون جزيرة بوبيان من الشمال، وجزيرة فيلكا عند مدخل الخليج.

## الوصف
طول جون الكويت 25 ميلاً من الشرق إلى الغرب، وعرضه 24 ميلاً فيأقصى اتساع، وفي الجون 4 تجويفات، تجويف شمالي يبدأ من شرق الجون قرب مدخل خور الصبية إلى رأس كاظمة غرباً، وأما التجويفات الجنوبية فهي تجويف السالمية من رأس الأرض حتى رأس عجوزة، وتجويف الكويت من رأس عجوزة حتى رأس عشيرج، وتجويف كاظمة من رأس عشيرج حتى رأس كاظمة، ويتراوح عمق الجون بين نصف متر في شاطئه، و20 متراً في بعض جهاته. وتُمنع منعاً باتاً سفن وقوارب الصيد من ممارسة الصيد في منطقة جون الكويت.